# Marlee Matlin
Marlee Beth Matlin (sinh ngày 24 tháng 8 năm 1965) là một nữ diễn viên khiếm thính của điện ảnh Hoa Kỳ. Ngay ở bộ phim đầu tiên cô tham gia, Children of a Lesser God, Matlin đã giành Giải Oscar cho nữ diễn viên chính xuất sắc nhất và Giải Quả cầu vàng cho nữ diễn viên chính xuất sắc nhất - Phim chính kịch. Tính cho đến năm 2009, cô vẫn là nữ diễn viên trẻ nhất và là người khiếm thính duy nhất từng chiến thắng ở hạng mục Vai nữ chính của giải Oscar.

## Tiểu sử
Marlee Matlin sinh năm 1965 tại Morton Grove, Illinois, Hoa Kỳ trong gia đình gốc Do Thái của bà Libby và ông Donald Matlin, một người kinh doanh ô tô. Mới được 18 tháng tuổi, Marlee đã mất hoàn toàn thính lực tai phải và 80% thính lực tai trái. Sau khi tốt nghiệp cấp III tại John Hersey High School ở gần Arlington Heights, Marlee Matlin theo học tại Đại học Harper.

## Sự nghiệp
Matlin bắt đầu làm quen với sân khấu từ năm lên 7 tuổi với vai diễn Dorothy Gale trong vở diễn The Wizard of Oz tại nhà hát kịch thiếu nhi ICODA. Vai diễn điện ảnh đầu tiên của Marlee Matlin là trong bộ phim Children of a Lesser God (1986). Thành công lập tức đến với nữ diễn viên mới 21 tuổi này, cô giành cả Giải Oscar cho nữ diễn viên chính xuất sắc nhất và Giải Quả cầu vàng cho nữ diễn viên chính xuất sắc nhất - Phim chính kịch. Cho đến năm 2009, cô vẫn là nữ diễn viên trẻ nhất và là người khiếm thính duy nhất từng chiến thắng ở hạng mục Vai nữ chính của giải Oscar.
Sau Children of a Lesser God, Matlin thành công hơn với các vai diễn trên truyền hình. Cô từng có được 2 đề cử giải Quả cầu vàng cho vai chính trong loạt phim truyền hình Reasonable Doubts (1991-1993) và một đề cử giải Emmy cho vai khách mời trong loạt phim Picket Fences. Matlin còn tham gia một số phim truyền hình khác như The West Wing, Blue's Clues và Seinfeld.

## Đời tư
Marlee Matlin tham gia rất tích cực các hoạt động từ thiện, cô có nhiều hoạt động cùng các tổ chức từ thiện Children Affected by AIDS Foundation, Elizabeth Glaser Pediatric AIDS Foundation, VSA arts và Red Cross Celebrity Cabinet.
Năm 1993 Matlin lập gia đình với một sĩ quan cảnh sát là Kevin Grandalski, họ có bốn người con là Sara Rose (sinh năm 1996), Brandon Joseph (sinh năm 2000), Tyler Daniel (sinh năm 2002) và Isabelle Jane (sinh năm 2003).

## Phim tham gia
| Năm            | Phim                                   | Vai diễn               | Ghi chú |
| -------------- | -------------------------------------- | ---------------------- | --- |
| 1986           | Children of a Lesser God               | Sarah Norman           | Giải Oscar cho nữ diễn viên chính xuất sắc nhất, Giải Quả cầu vàng cho nữ diễn viên chính xuất sắc nhất - Phim chính kịch |
| 1987           | Walker                                 | Ellen Martin           | |
| 1991           | The Linguini Incident                  | Jeanette               | |
| 1991           | L'Homme au masque d'or                 | María                  | |
| 1993           | Hear No Evil                           | Jillian Shanahan       | |
| 1993           | Reasonable Doubts                      | Tess Kaufman           | Phim truyền hình |
| 1996           | It's My Party                          | Daphne Stark           | |
| 1996           | Snitch                                 | Cindy                  | |
| 1998           | When Justice Fails                     | Katy Wesson            | |
| 1998           | In Her Defense                         | Jane Claire            | |
| 1999-2006      | The West Wing                          | Josephine "Joey" Lucas | |
| 2000           | Two Shades of Blue                     | Beth McDaniels         | |
| 2001           | Askari                                 | Paula McKinley         | |
| 2004           | What the #$*! Do We (K)now!?           | Amanda                 | |
| 2005           | Baby Wordsworth                        |                        | |
| 2006           | What the Bleep!?: Down the Rabbit Hole | Amanda                 | |
| 2006           | Baby's Favourite Places                |                        | |
| 2007           | My First Signs                         |                        | |
| 2007           | The L Word                             | Jodi Lerner            | |
| 2008           | Sweet Nothing in My Ear                | Laura Miller           | Phim truyền hình |
| 2011 - đến nay | Switched at Birth                      | Melody Bledsoe         | Phim truyền hình |